# Kållered (przystanek kolejowy)
Kållered (szwedzki: Kållereds station) – przystanek kolejowy w Kållered, w regionie Västra Götaland, w Szwecji. Znajduje się na Västkustbanan i została otwarta dla ruchu w 1992 roku. obsługuje pociągi podmiejskie Göteborgs pendeltåg między Göteborgiem a Kungsbacką. Przez stację w godzinach kursują pociągi co 15 minut w każdym kierunku. Jest również głównym przystanek autobusowy dla ośmiu linii autobusowych. Autobusy kursują do centrum Mölndal, Göteborga itp. W pobliżu stacji znajduje się centrum handlowe Kållered, w tym IKEA.

## Linie kolejowe
- Västkustbanan